# Gagma napiri
Gagma napiri é um filme de drama georgiano de 2009 dirigido e escrito por Giorgi Ovashvili. Foi selecionado como representante da Geórgia à edição do Oscar 2010, organizada pela Academia de Artes e Ciências Cinematográficas.

## Elenco
- Tedo Bekhauri
- Tamar Meskhi